# Силвер-Лейк (город, Миннесота)
Силвер-Лейк (англ. Silver Lake) — город в округе Мак-Лауд, штат Миннесота, США. На площади 0,9 км² (0,9 км² — суша, водоёмов нет), согласно переписи 2002 года, проживают 761 человек. Плотность населения составляет 846,1 чел./км².
- Телефонный код города — 320
- Почтовый индекс — 55381
- FIPS-код города — 27-60376[1]
- GNIS-идентификатор — 0652059[2]